# Dōtanuki
Das Wort Dōtanuki (jap. 同田貫) bezeichnet sowohl eine Schwertschmiede an dem gleichnamigen Ort (heute Teil von Kikuchi) in der früheren Provinz Higo als auch den charakteristischen Schwertstil der Schmiede.
Mit dem Schwert war es der Legende nach möglich, durch die Rüstung eines Kriegers zu schneiden. Angeblich das einzige Schwert, mit dem man einen Samurai samt Panzerung in „zwei Hälften“ teilen konnte. Neu gefertigte Dōtanuki werden heute als Dekorationsobjekt oder Übungsschwert verwendet. Herkömmliche japanische Schwertklingen wiegen etwa 700–900 g. Übungen mit einem Dōtanuki sind oft anstrengender, da dieses Schwert meist über 1000 g wiegt.